# Javier Vázquez (baseball)
Pour les articles homonymes, voir Javier Vázquez (homonymie) et Vázquez.
Javier Carlos Vázquez, né le 25 juillet 1976 à Ponce (Porto Rico), est un joueur portoricain de baseball évoluant en Ligue majeure de baseball depuis 1998. Il est actuellement agent libre.
Il participe au Match des étoiles de la Ligue majeure de baseball en 2004.
Après la saison 2011, Vázquez est le meneur parmi tous les lanceurs en activité dans les majeures pour les retraits sur des prises, avec 2 536.

## Carrière

### Professionnelle

#### Expos de Montréal
Javier Vázquez est drafté le 2 juin 1994 par les Expos de Montréal. Il fait ses débuts sous les couleurs de Montréal le 3 avril 1998.

#### Yankees de New York
Le 16 décembre 2003, les Expos échangent Vazquez aux Yankees de New York en retour du lanceur gaucher Randy Choate, du premier but Nick Johnson et du voltigeur Juan Rivera.

#### Diamondbacks de l'Arizona
Le 11 décembre 2005, les Yankees obtiennent par voie de transaction le lanceur étoile Randy Johnson des Diamondbacks de l'Arizona en cédant à ses derniers le jeune receveur Dioner Navarro, le lanceur gaucher Brad Halsey et Javier Vazquez.

#### White Sox de Chicago

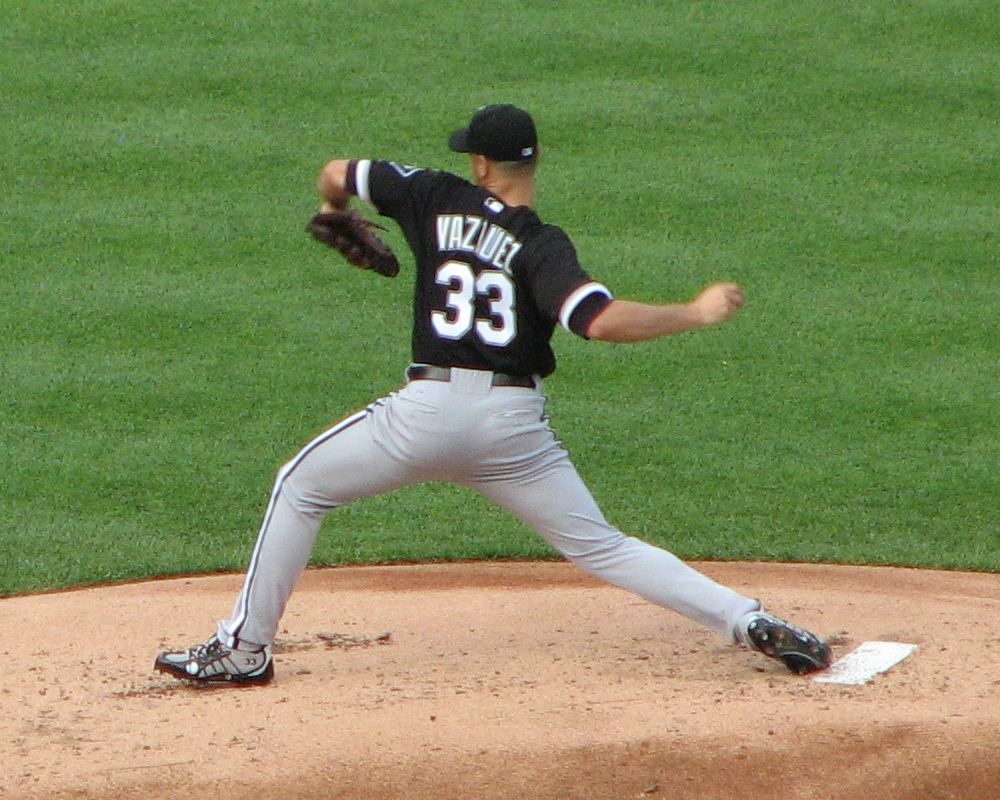
Vázquez avec les White Sox.

Le 20 décembre 2005, Vazquez est transféré aux White Sox de Chicago en retour du lanceur partant droitier Orlando Hernández, du voltigeur Chris Young et du releveur droitier Luis Vizcaíno.

#### Braves d'Atlanta
Le 4 décembre 2008, les White Sox échangent Vazquez et le releveur gaucher Boone Logan aux Braves d'Atlanta en retour de Brent Lillibridge et de trois joueurs des ligues mineures (le receveur Tyler Flowers, le lanceur droitier Jon Gilmore et le lanceur gaucher Santos Rodriguez). 
Auteur d'une belle saison 2009, il termine quatrième du vote pour le trophée Cy Young récompensant le meilleur lanceur de la Ligue américaine. Il remporte 15 victoires dans cette seule saison avec les Braves et présente une excellente moyenne de points mérités (sa meilleure en carrière) de 2,87 en 219 manches et un tiers lancées en 32 départs. Avec 238 retraits sur des prises, il est 2e de la Ligue nationale derrière Tim Lincecum des Giants de San Francisco.

#### Retour chez les Yankees

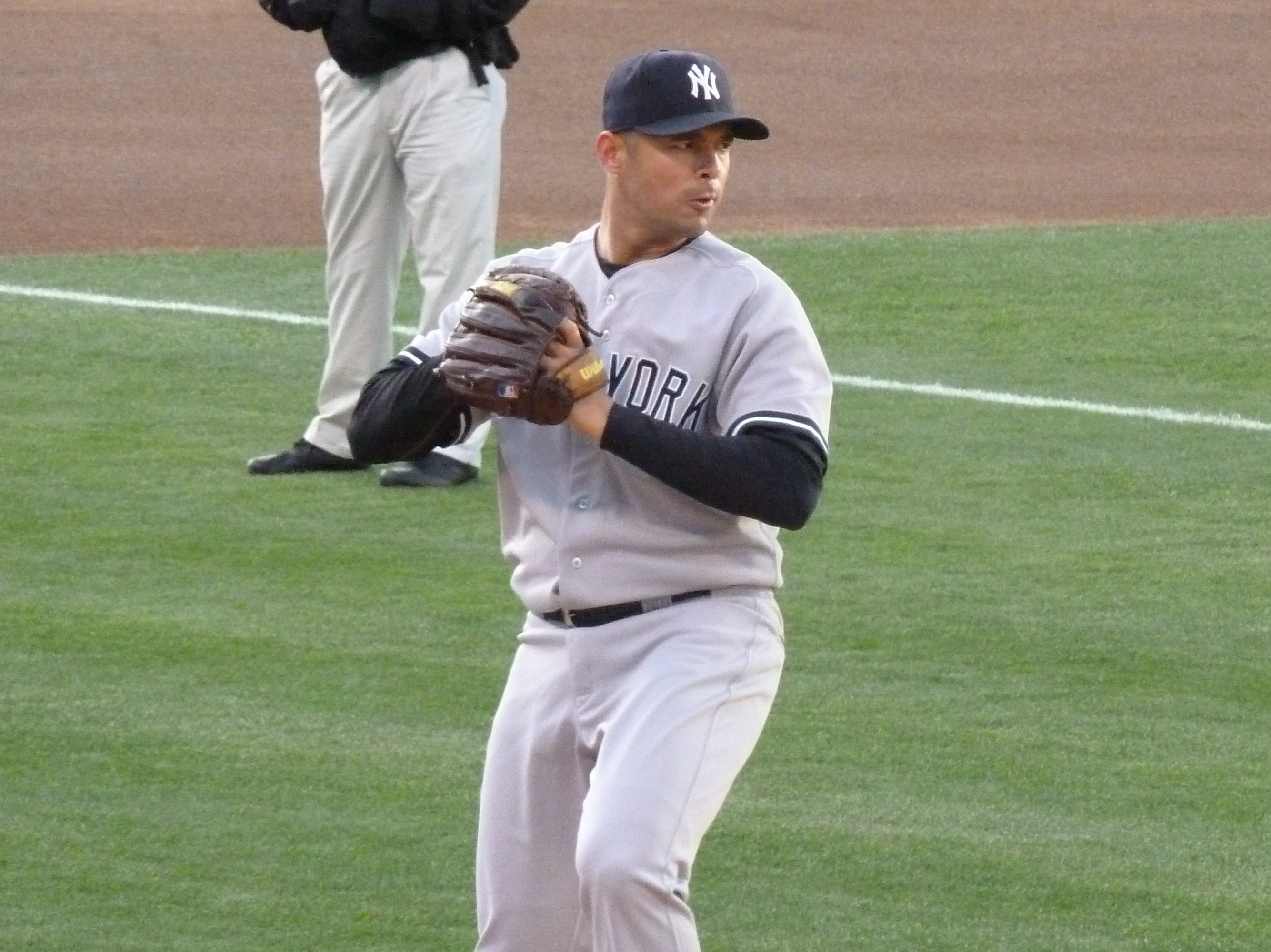
Vázquez en 2010 avec les Yankees.

Le 22 décembre 2009, les Braves échangent Vázquez et le releveur droitier Boone Logan aux Yankees de New York en retour du voltigeur Melky Cabrera, du lanceur gaucher Michael Dunn et du droitier Arodys Vizcaíno.
Vazquez est de retour chez les Yankees, fort d'un contrat de 11,5 millions de dollars pour une saison. Il connaît l'une de ses saisons les plus difficiles en carrière, avec 10 victoires et autant de défaites et une moyenne de point mérités de 5,32 en 31 matchs, dont 26 départs. Le 23 septembre, dans une défaite de 10-3 des Yankees face aux Rays de Tampa Bay, Vazquez atteint trois frappeurs adverses de suite, devenant seulement le 8e lanceur dans l'histoire à « réussir » la chose.
Il est laissé de côté par les Yankees en séries éliminatoires et devient agent libre après l'élimination de son équipe. 

#### Marlins de la Floride
En décembre 2010, il signe un contrat d'un an pour sept millions de dollars avec les Marlins de la Floride.
Vasquez s'aligne avec les Marlins en 2011 et connaît une bien meilleure saison que l'année précédente avec une moyenne de points mérités de 3,69 en 192,2 manches lancées et 32 départs. Il remporte 13 victoires avec une équipe de dernière place. En septembre, il est nommé meilleur lanceur du mois dans la Ligue nationale après avoir remporté ses cinq décisions et conservé une moyenne de points mérités de seulement 0,71.

### Équipe de Porto Rico
Javier Vázquez participe avec l'équipe de Porto Rico aux deux premières éditions de la Classique mondiale de baseball (2006 et 2009).